# V721 Возничего
V721 Возничего (лат. V721 Aurigae) — одиночная переменная звезда в созвездии Возничего на расстоянии (вычисленном из значения параллакса) приблизительно 13522 световых лет (около 4146 парсеков) от Солнца. Видимая звёздная величина звезды — от +14,98m до +14,91m.

## Характеристики
V721 Возничего — жёлто-оранжевая вращающаяся переменная звезда типа BY Дракона (BY:) спектрального класса K-G. Эффективная температура — около 4912 K.